# Seberg (film)
Seberg är en politisk thrillerfilm från 2019, regisserad av Benedict Andrews.
Filmen är baserad på den verkliga historien om skådespelerskan Jean Seberg. När filmens handling börjar har hon just varit med om inspelningen av filmen Till sista andetaget (1960). Hon blir involverad med Svarta pantrarna, vilket får FBI att börja utreda henne.
Filmen hade världspremiär utom tävlan vid filmfestivalen i Venedig 2019.

## Rollista (i urval)
- Kristen Stewart – Jean Seberg
- Jack O'Connell – Jack Solomon
- Anthony Mackie – Hakim Jamal
- Margaret Qualley – Linette Solomon
- Colm Meaney – Frank Ellroy
- Zazie Beetz – Dorothy Jamal
- Vince Vaughn – Carl Kowalski
- Yvan Attal – Romain Gary
- Gabriel Sky – Diego Gary
- Stephen Root – Walt Breckman
- Cornelius Smith Jr. – Ray Robertson
- Jade Pettyjohn – Jenny Kowalski
- Ser'Darius Blain – Louis Lewis
- James Jordan – Roy Maddow